# Reidenau
Reidenau ist eine Ortschaft in der Gemeinde Liebenfels im Bezirk Sankt Veit an der Glan in Kärnten (Österreich). Die Ortschaft hat 45 Einwohner (Stand 1. Jänner 2024). Sie liegt zur Gänze auf dem Gebiet der Katastralgemeinde Sörg.

## Lage, Hofnamen
Die Ortschaft liegt im Südwesten des Bezirks Sankt Veit an der Glan, in den Wimitzer Bergen, nordöstlich von Sörg an dem Weg, der von Sörg über Reidenau und Fachau auf den Lorenziberg führt und somit Teil des Vierbergelaufs ist. Eine Straßenanbindung besteht nur von Süden her über Waggendorf.
Zur Ortschaft gehören unter anderem die Höfe
- Ranauer (Nr. 2, bei der ehemaligen Kirche), Pulnig (Nr. 3), Trattnerkeusche (Nr. 4), Trattenschneider (Nr. 7) und Höhbauer (Nr. 1)
- Rubensteiner (Nr. 8) im Süden, nahe Waggendorf
- Steinbauer (Nr. 6) im Norden, oberhalb des Tatschnigteichs,
- Schattenbauer (Nr. 10) im Südosten, südwestlich von Fachau[2]

## Geschichte

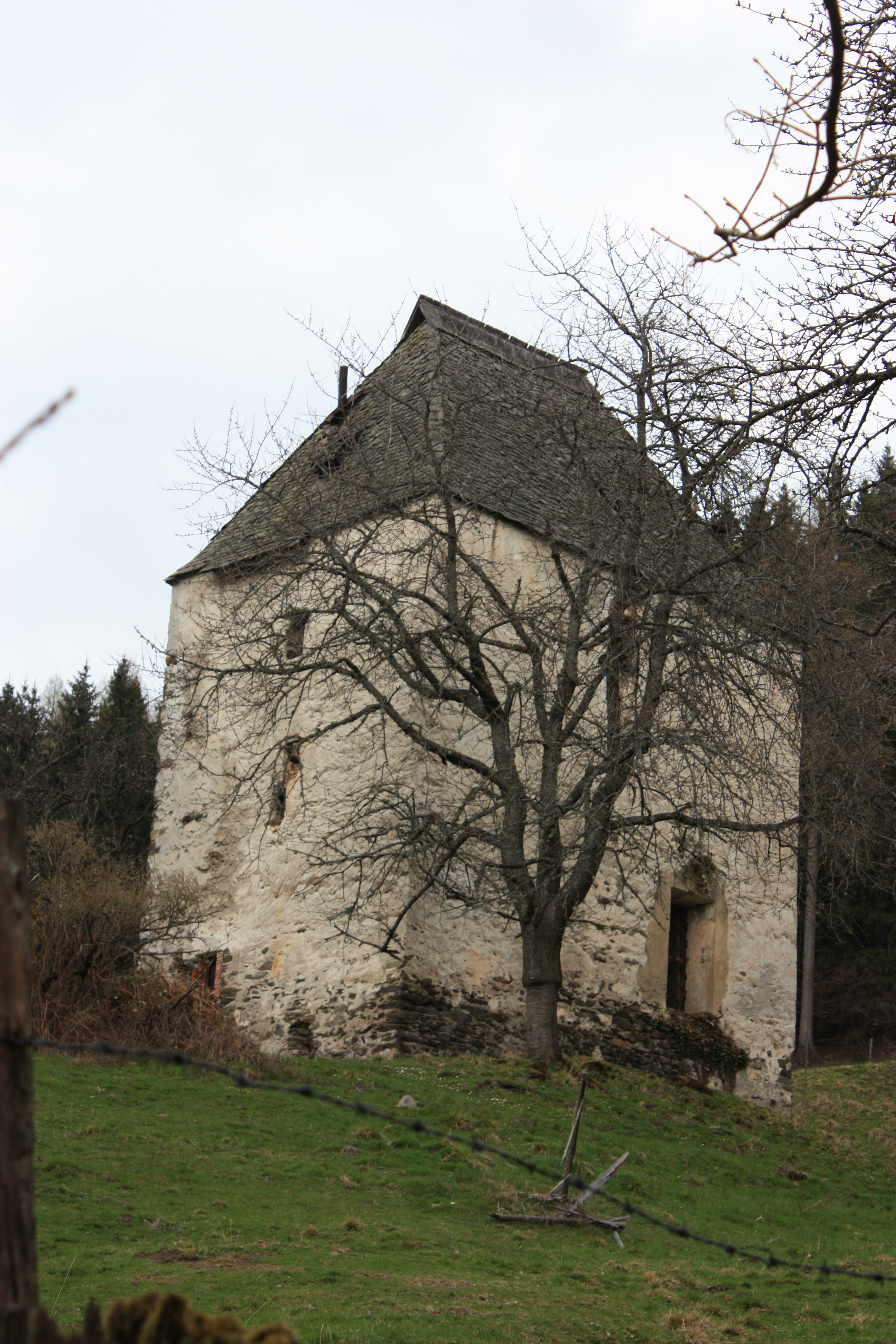
Ehemalige Kirche Reidenau

Der Ort wird 1279 als Rudenowe erwähnt.
Zur Ortschaft gehört ein ehemaliger romanischer Wehrbau, der im 15. Jahrhundert zu einer Filialkirche umgestaltet und Anfang des 19. Jahrhunderts profaniert wurde.
Als Teil der Steuergemeinde Sörg gehörte die Ortschaft in der ersten Hälfte des 19. Jahrhunderts zum Steuerbezirk Gradenegg. Bei Bildung der Ortsgemeinden im Zuge der Reformen nach der Revolution 1848/49 kam die Ortschaft zunächst an die Gemeinde Glantschach, 1875 an die Gemeinde Sörg. Seit der Fusion der Gemeinden Sörg und Liebenfels 1973 gehört die Ortschaft zur Gemeinde Liebenfels.

## Bevölkerungsentwicklung
Für die Ortschaft zählte man folgende Einwohnerzahlen:
- 1869: 10 Häuser, 84 Einwohner[4]
- 1880: 10 Häuser, 61 Einwohner[5]
- 1890: 11  Häuser, 95 Einwohner[6]
- 1900: 11  Häuser, 83 Einwohner[7]
- 1910: 12  Häuser, 81 Einwohner[8]
- 1923: 12 Häuser, 64 Einwohner[9]
- 1934: 67 Einwohner[10]
- 1961: 13 Häuser, 82 Einwohner[11]
- 2001: 25 Gebäude (davon 18 mit Hauptwohnsitz) mit 25 Wohnungen; 56 Einwohner und 1 Nebenwohnsitzfall; 19 Haushalte; 0 Arbeitsstätten, 6 land- und forstwirtschaftliche Betriebe[12]
- 2011: 23 Gebäude, 52 Einwohner, 21 Haushalte, 1 Arbeitsstätte[13]
- 2021: 22 Gebäude, 46 Einwohner, 18 Haushalte, 2 Arbeitsstätten[14]

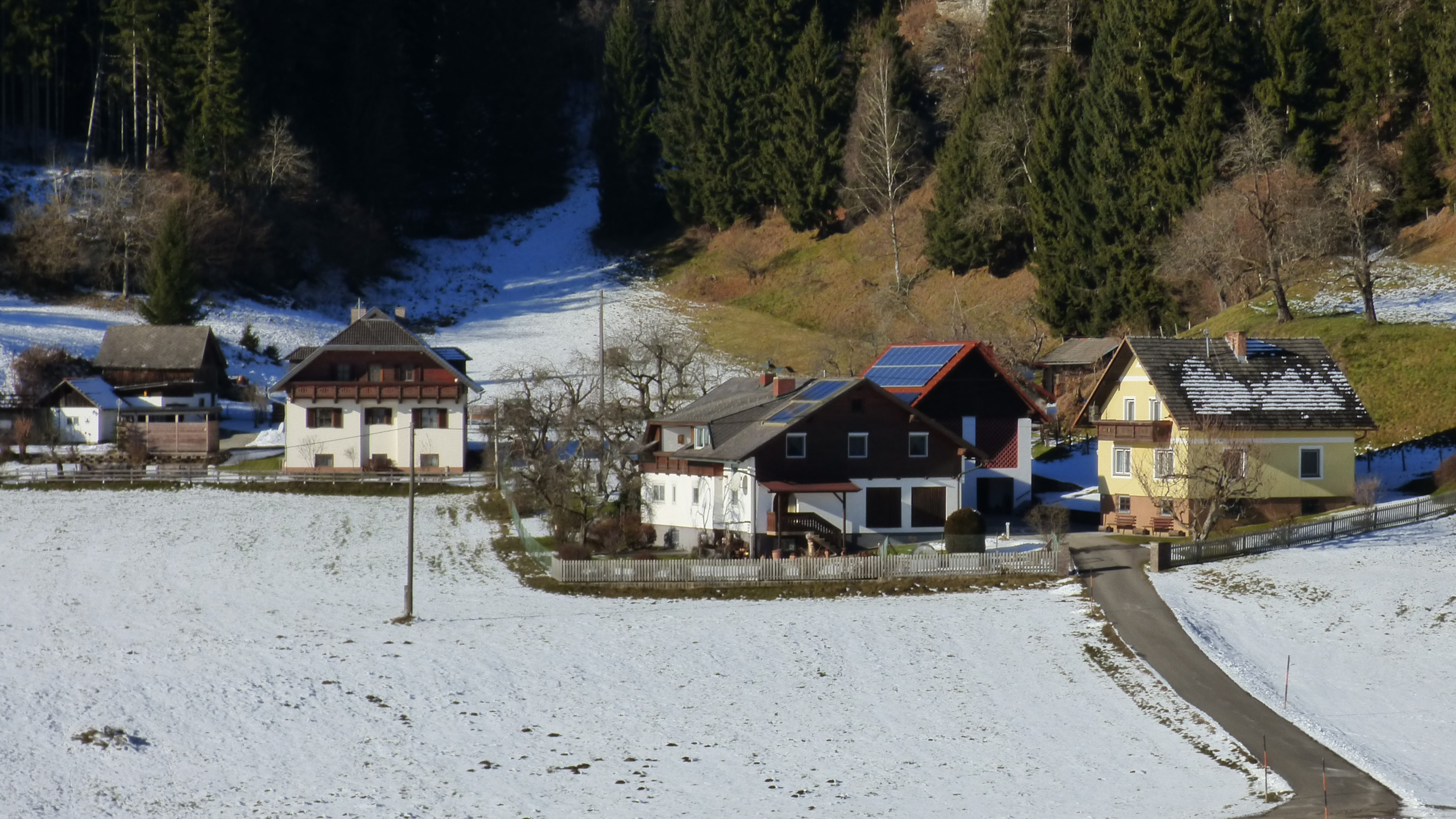
Reidenau, Häuser Nr. 22, 13, 6 und 5
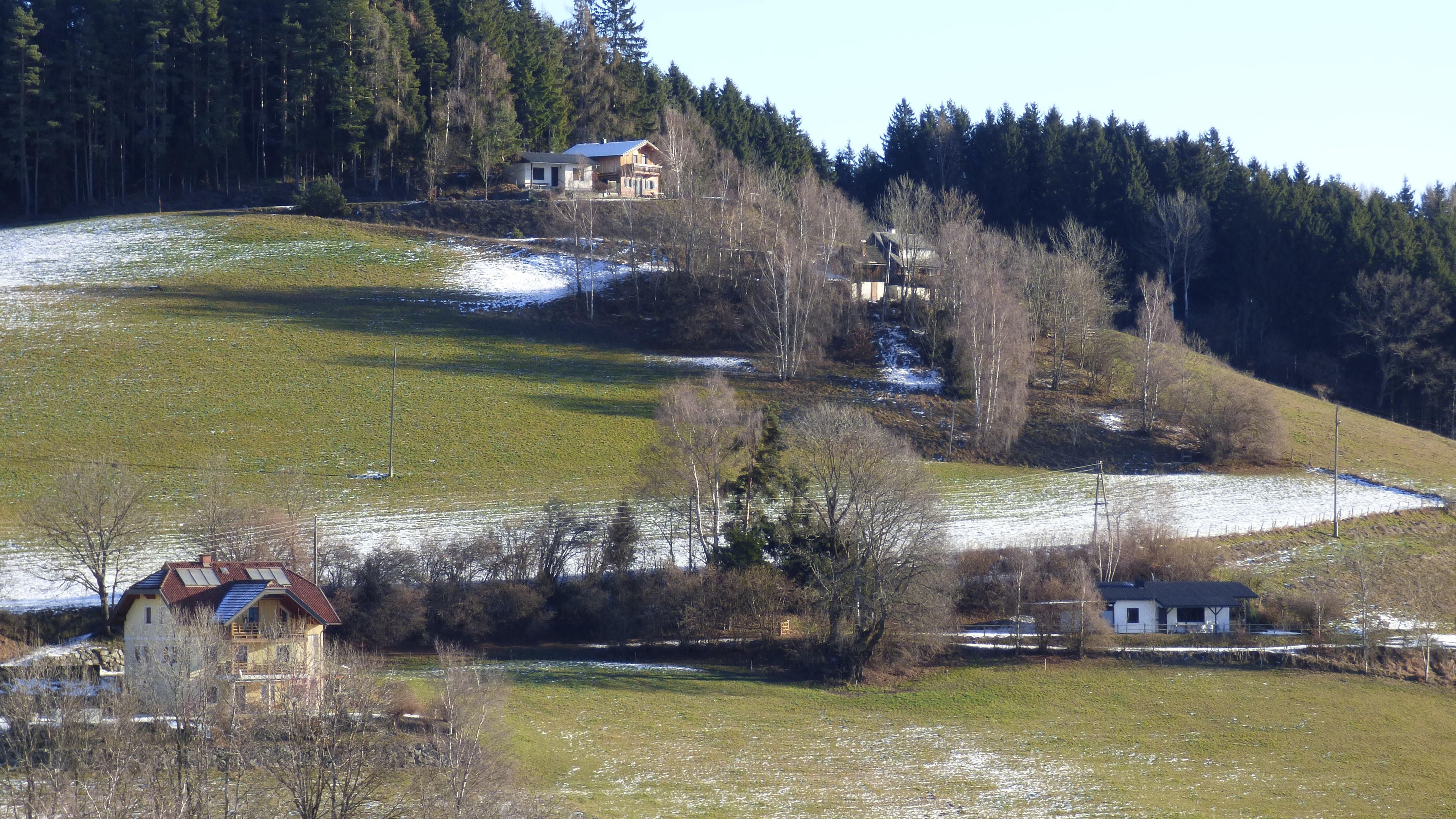
Reidenau, Häuser Nr. 23 und 17; darüber 12 und 18
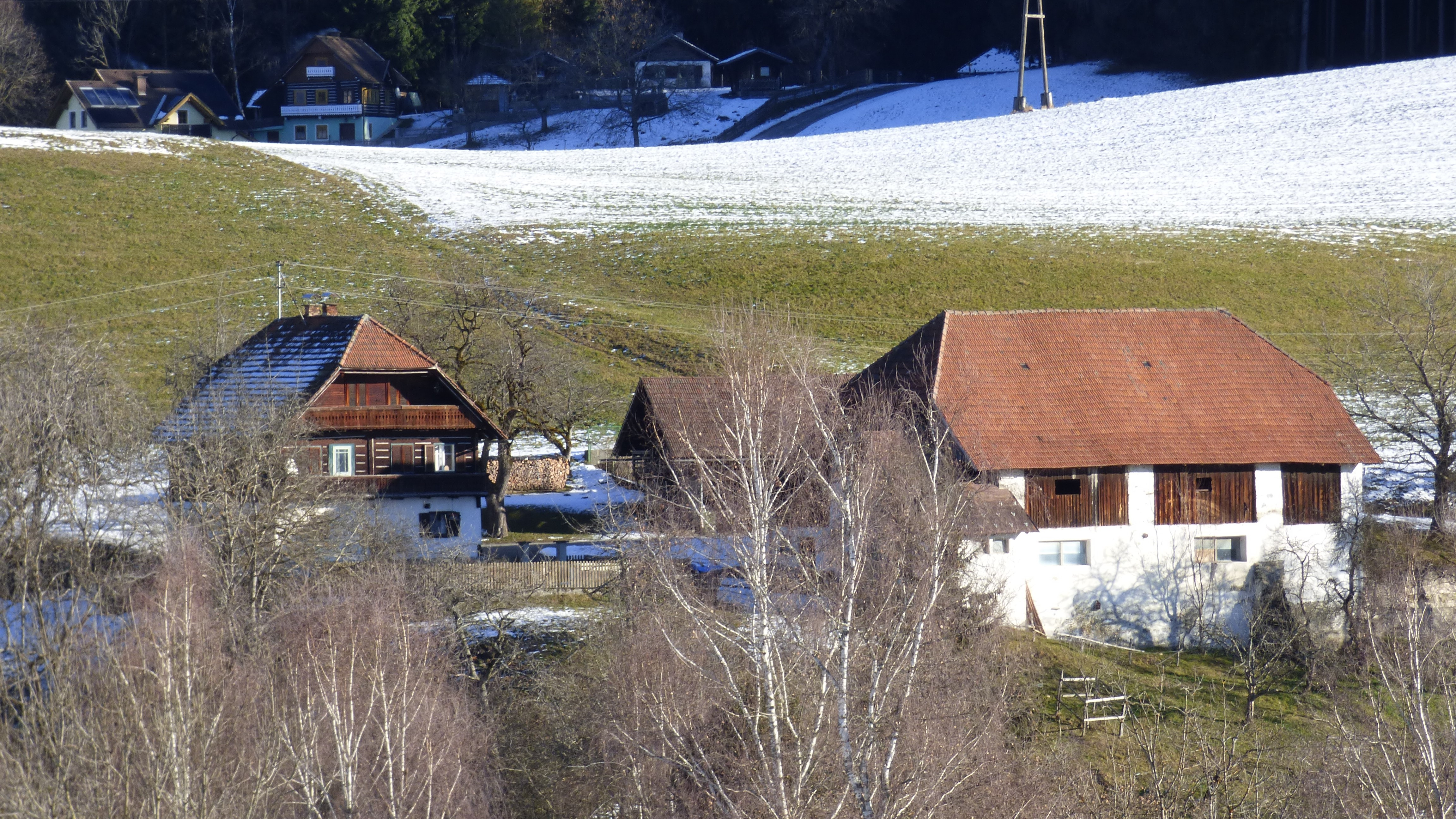
Reidenau Nr. 3; im Hintergrund Nr. 24, 15 und 1
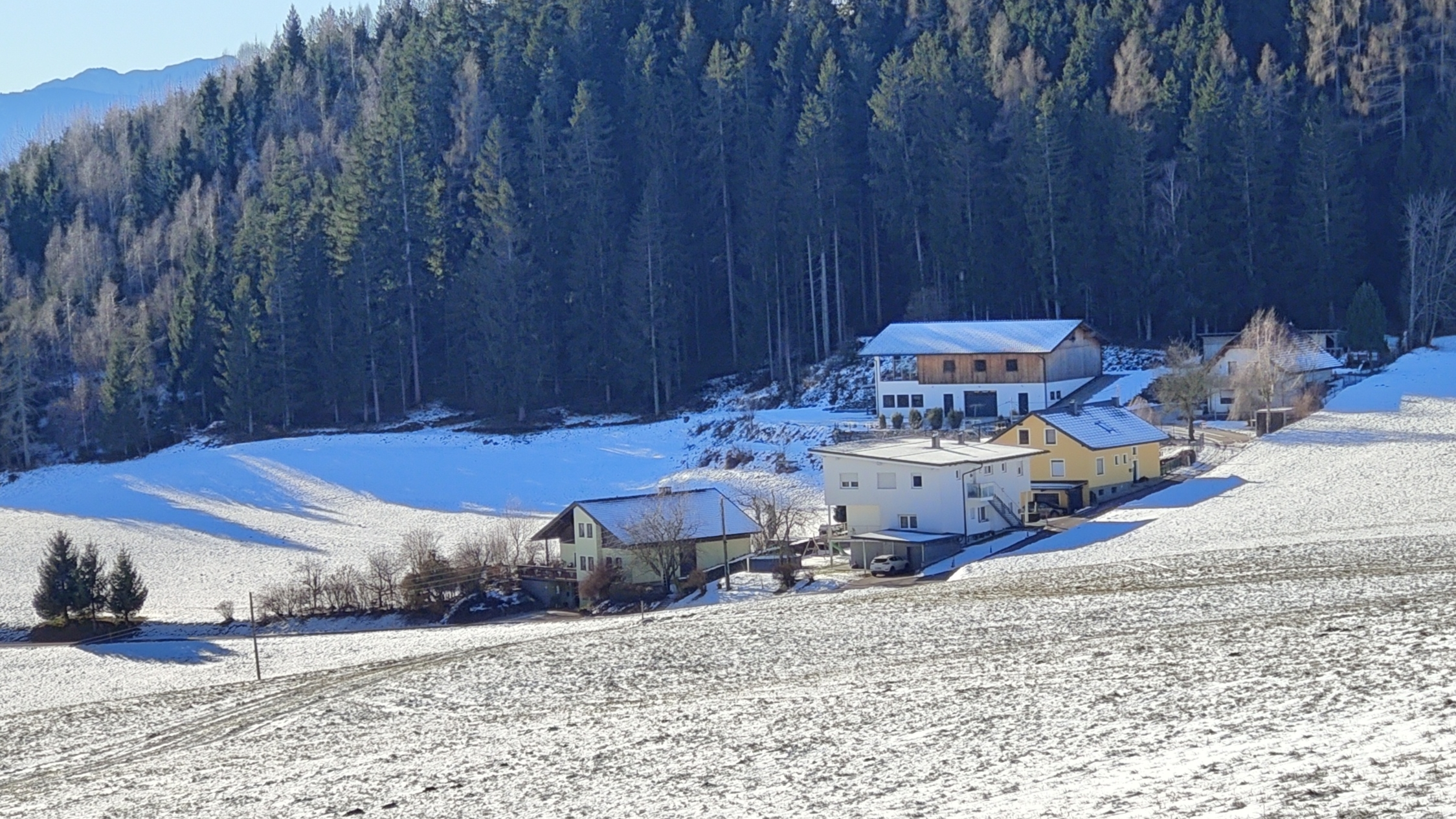
Reidenau Nr. 9, 10, 11 und 20